# برنارد اوکین
برنارد اوکین اسلام‌شناس و ایران‌شناس ایرلندی و استاد هنر و معماری اسلامی در دانشگاه آمریکایی قاهره است . 
وی به خاطر کارهایش در زمینه معماری اسلامی شناخته شده است  و برنده جایزه بین‌المللی فارابی است .  او فلوی موسسه مطالعات ایرانی بریتانیا است .